# Cadbury Castle
Cadbury Castle è una fortezza dell'età del bronzo e del ferro nella parrocchia civile di South Cadbury nella contea inglese del Somerset. È un monumento nazionale ed è stato associato alla leggendaria corte di Re Artù a Camelot.
Il forte è costituito da un altopiano di 7,28 ettari circondato da bastioni sulle pendici circostanti della collina calcarea di Cadbury. Il sito è stato scavato tra la fine del XIX e l'inizio del XX secolo da James Bennett e Harold St George Gray. Un esame più recente del sito è stato condotto negli anni 1960 da Leslie Alcock e dal 1992 dal South Cadbury Environs Project. Questi hanno rivelato manufatti dell'occupazione umana e dell'utilizzo del sito dal Neolitico all'età del bronzo e del ferro. Fu riutilizzato dalle forze romane e di nuovo intorno al 470 fino a qualche tempo dopo il 580. Nell'XI secolo ospitò temporaneamente una zecca sassone. Sono state rinvenute prove di vari edifici nel sito, tra cui una "Sala Grande", fondamenta di case rotonde e rettangolari, locali per la lavorazione dei metalli e una possibile sequenza di piccoli templi o santuari rettangolari.

## Scenario
I forti di collina si svilupparono nella tarda età del bronzo e nella prima età del ferro, intorno all'inizio del I millennio a.C. Il motivo della loro comparsa nella Gran Bretagna preistorica e il loro scopo sono stati oggetto di dibattito. È stato sostenuto che avrebbero potuto essere siti militari costruiti in risposta all'invasione dall'Europa continentale, siti costruiti da invasori o una reazione militare alle tensioni sociali causate dall'aumento della popolazione e dalla conseguente pressione sull'agricoltura. L'opinione dominante dagli anni 1960 è stata che l'uso crescente del ferro abbia portato a cambiamenti sociali in Gran Bretagna. I depositi di minerale di ferro si trovavano in luoghi diversi dal minerale di stagno e rame necessari per produrre il bronzo e, di conseguenza, i modelli commerciali cambiarono. Le vecchie élite persero il loro status economico e sociale e il potere passò nelle mani di un nuovo gruppo di persone.
L'archeologo Barry Cunliffe ritiene che l'aumento della popolazione abbia ancora avuto un ruolo e ha affermato che:

## Posizione
Il castello di Cadbury si trova a 8 km a nord-est di Yeovil. Sorge sulla sommità della Cadbury Hill, una collina calcarea situata sul margine meridionale dei Somerset Levels, con una pianura pianeggiante a nord. La vetta si trova a 153 metri sul livello del mare su pietra lias.
La collina è circondata da argini e fossati terrazzati e da una macchia di alberi. Sui lati nord-ovest e sud ci sono quattro bastioni, con solo due rimasti a est. L'altopiano sommitale copre 7,28 ettari, ed è circondato dalla recinzione interna che è lunga 2 km. Il forte sulla collina è dominato da Sigwells, un altopiano rurale ricco di resti archeologici. A causa della crescita della macchia e degli alberi, il sito è stato aggiunto al registro del patrimonio a rischio.

## Storia

### Prima occupazione del sito

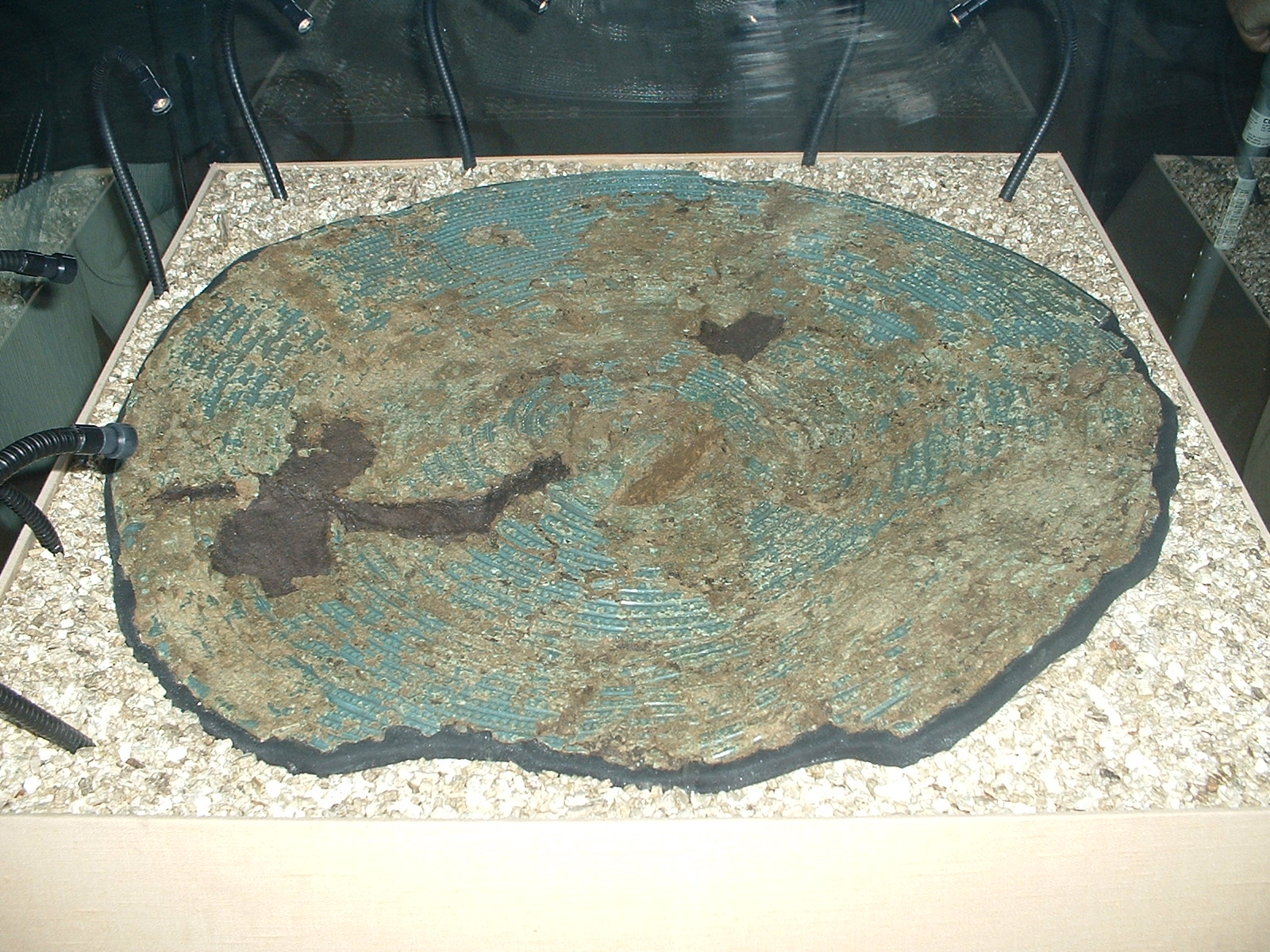
Scudo di tipo Yetholm da South Cadbury. Esposto al Museo del Somerset, Taunton.

Il primo insediamento sul sito è rappresentato da fosse e buche di pali con ceramiche e selci neolitiche. Si tratta dei resti di un piccolo insediamento agricolo non recintato. Alcune ossa recuperate dal sito sono state datate al radiocarbonio tra il 3500 e il 3300 a.C. È probabile che un argine sotto le difese della tarda età del ferro sia un terrazzo derivato dall'aratura precoce della cima della collina. Il sito fu occupato anche nella tarda età del bronzo, di cui sono stati individuati i forni. Revisioni radicali dell'archeologia dell'età del bronzo sui pendii inferiori sono state suggerite da scoperte durante gli scavi e dal lavoro di indagine del South Cadbury Environs Project. I reperti includono il primo scudo dell'età del bronzo proveniente da uno scavo nell'Europa nordoccidentale, un esempio del caratteristico tipo Yetholm. La datazione al carbonio implica che lo scudo sia stato depositato nel X secolo a.C., sebbene prove metallurgiche suggeriscano che sia stato fabbricato due secoli prima.  Sono stati scoperti una fucina per metalli e il relativo recinto a 2 km a sud-est del forte, all'incirca coevi al periodo di fabbricazione.
L'occupazione umana continuò per tutta l'età del ferro. Intorno al 300 a.C. fu costruito un recinto di pietra con rivestimento in legno e l'aratura cessò all'interno del sito in cima alla collina. Gli scavi hanno mostrato i segni di edifici a quattro e sei vani rettangolari che vennero gradualmente sostituiti con case circolari. Nei secoli successivi furono costruiti e fortificati grandi bastioni ed elaborate difese in legno. Gli scavi hanno rivelato fondazioni rotonde e rettangolari di case, fucine di metalli, e una possibile sequenza di piccoli tempie e santuari rettangolari, indicando una permanente occupazione simil-oppidum. Gli scavi furono intrapresi dal sacerdote locale James Bennett nel 1890 e da Harold St George Gray nel 1913, seguiti da importanti lavori guidati dall'archeologo Leslie Alcock dal 1966 al 1970. Questi identificò una lunga sequenza di occupazione sul sito e molti dei reperti sono esposti nel Museum of Somerset a Taunton. I reperti, dalla tarda età del bronzo alla prima età del ferro, esplorando i bastioni e la struttura della porta sud-occidentale, rappresentano una delle sequenze stratigrafiche dell'età del ferro più profonde e complesse scavate nella Gran Bretagna meridionale.

### Castello
Nel corso del I secolo a.C. furono costruite ulteriori linee di argine e fossato trasformandolo in un fortilizio multivallate che oggi è noto come castello. Ci sono prove che il forte fu preso violentemente intorno al 43 e che le difese furono ulteriormente disattese più tardi nel I secolo, dopo la costruzione di un forte dell'esercito romano sulla sommità della collina. Gli scavi della porta sud-ovest, nel 1968 e nel 1969, hanno rivelato prove di uno o più gravi episodi di violenza, associati ad armi e distruzione con il fuoco. Considerando che l'archeologo, Leslie Alcock, credeva che questo fosse stato datato intorno all'anno 70, Richard Tabor sostiene anche una data associata all'invasione iniziale romana del 43 o 44. Michael Havinden afferma che fu il luogo della vigorosa resistenza dei Durotrigi e dei Dobunni alla seconda Legione Augusta sotto il comando di Vespasiano. Ci fu un'attività significativa nel sito durante la fine del III e IV secolo, che potrebbe aver incluso la costruzione di un tempio romano-britannico.

### Occupazione post-romana
Dopo il ritiro dei romani, si pensa che il sito sia stato in uso dal 470 fino a qualche tempo dopo il 580. Alcock ha scoperto una "Sala Grande" di 20 x 10 metri e ha mostrato che le difese più interne dell'età del ferro erano state fortificate, fornendo un sito difeso con il doppio delle dimensioni di qualsiasi altro forte conosciuto del periodo. Di questo periodo sono stati trovati anche frammenti di ceramica provenienti dal Mediterraneo orientale, che indicano ampi legami commerciali. Sembra quindi probabile che fosse il capo Caer ("forte") di un importante sovrano brittonico, la sua famiglia, il suo teulu (letteralmente significa "famiglia", ma in realtà significa "banda"), servi, e cavalli. Tra il 1010 e il 1020, la collina fu rioccupata per essere utilizzata come zecca sassone temporanea, in sostituzione di quella di Ilchester.

### Periodo medievale
Secondo il Domesday Book, il castello di Cadbury sembra essere stato parte della baronia feudale di North Cadbury tenuta da Turstin FitzRolf nel 1086. Qualche piccola fortificazione del sito potrebbe essere avvenuta anche nel XIII secolo.

## Interpretazione

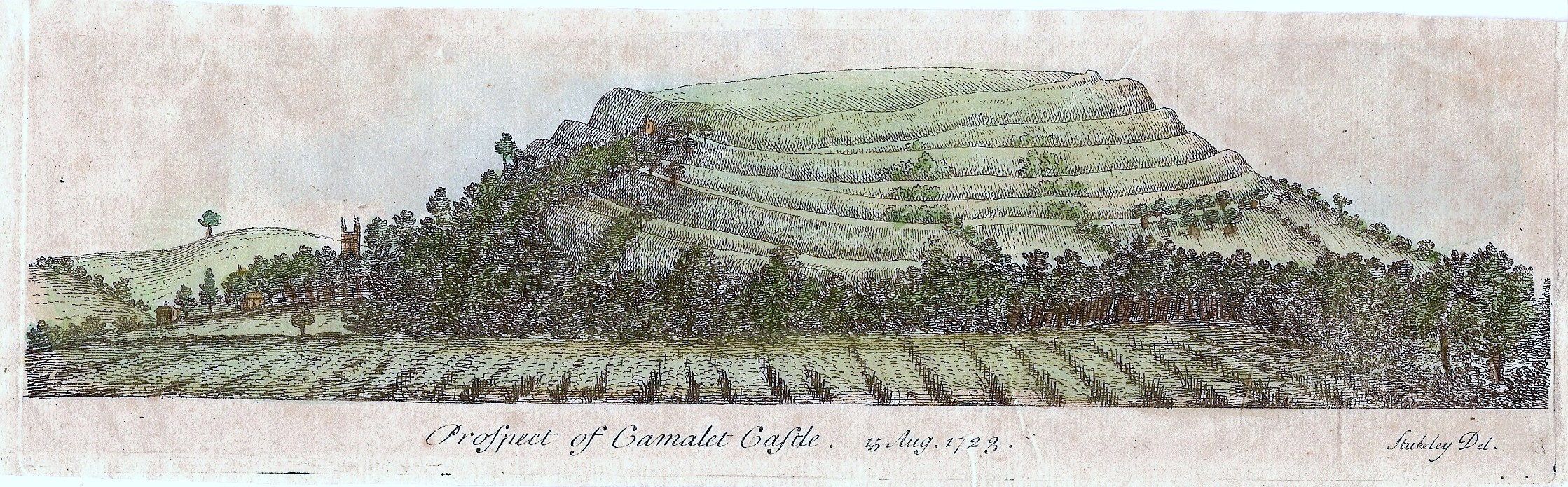
Incisione di Cadbury Castle, realizzata nel 1723 da William Stukeley e con la didascalia "Prospettiva del castello di Camalet"

Il suffisso-bury (da byrig, una parola anglosassone che significa "forte" o "città") è frequentemente, ma non esclusivamente, usato per riferirsi a fortezze collinari. La prima parte del nome potrebbe derivare dal fiume Cam, come per i vicini villaggi di West Camel e Queen Camel. Altri studiosi suggeriscono una derivazione da qualche figura denominata "Cador" o "Cada". È uno dei tre siti nel Somerset ad includere il nome Cadbury, gli altri sono Cadbury Camp, vicino a Tickenham, e Cadbury Hill, noto anche come Cadbury-Congresbury per distinguerlo dagli altri siti.
La tradizione locale, scritta per la prima volta da John Leland nel 1542, sostiene che il castello di Cadbury fosse la Camelot di Re Artù. Il sito e la Sala Grande sono estesi e lo scrittore Geoffrey Ashe sostenne che fosse la base dell'Artù della storia. La sua opinione non è stata ampiamente accettata dagli studiosi del periodo.
Militarmente, la posizione ha senso come luogo in cui i rifugiati e i Brython sud-occidentali della Dumnonia avrebbero potuto difendersi dagli attacchi da est. Se Artù fu davvero concepito a Tintagel, come afferma la tradizione, potrebbe essere stato un principe di Dumnonia e usò Cadbury come roccaforte sulla sua frontiera orientale.

## Progetto per i dintorni di South Cadbury
Il recente lavoro sull'archeologia del sito e dell'area circostante è stato svolto dal South Cadbury Environs Project. Dal 1992 il team del progetto, che comprendeva volontari locali South East Somerset Archaeological and Historical Society e Yeovil Archaeology and Local History Society, ha effettuato indagini geofisiche tra cui gradiometria e tomografia a resistività elettrica, campionamento delle zone di aratura, pozzi di prova, scavi più profondi e approcci al sistema informativo geografico (GIS). Il progetto ha ricevuto il contributo di accademici e archeologi delle università di Bristol, Glasgow, Birmingham e Oxford, finanziato dal Leverhulme Trust e dall'Arts and Humanities Research Council. Il progetto ha studiato il castello e l'area circostante fino a 8 km di distanza, utilizzando il campionamento del paesaggio.